# Maicao
Maicao is een gemeente in het Colombiaanse departement La Guajira. De gemeente telt 103.124 inwoners (2005). Maicao kent een grote bevolking van inheemse Wayuu en kent de belangrijkste concentratie islamitische immigranten van Colombia. De meerderheid van deze immigranten kwam in de jaren 1960 uit Libanon. In de gemeente staat de Omar Ibn Al-Jattab-moskee, geopend in 1997 en ontworpen door de Iraanse architect Ali Namazi.

## Etymologie
De naam van de gemeente is afgeleid van de Guajira-woorden maiki (maïs) en o'uu (oog). De naam betekent dus letterlijk "oog van de maïs".

## Ontvoering
In de zomer van 2013 werden in de buurt van Cabo de la Vela twee Spaanse toeristen ontvoerd door een bende die zich Los Pinguïnos noemt. De toeristen werden na 31 dagen op 15 juni 2013 bevrijd in de buurt van Maicao na het betalen van losgeld van 53.000 euro. Oorspronkelijk werd 800.000 euro geëist voor de vrijlating van de 43 en 49-jarige Spaanse toeristen.
Albania · Barrancas · Dibulla · Distracción · El Molino · Fonseca · Hatonuevo · La Jagua del Pilar · Maicao · Manaure · Riohacha · San Juan del Cesar · Uribia · Urumita · Villanueva